# Aulacodes flavifascialis
Aulacodes flavifascialis là một loài bướm đêm trong họ Crambidae.